# Masažni bazen
Masažni bazen (tudi masažna kad, jacuzzi [džakúzi] in brbotálnik) je manjši bazen z masažnimi šobami, navadno s toplejšo vodo.

## Izvor besede jacuzzi in njena raba v Sloveniji
Angleška beseda jacuzzi je nastala po izdelku italo-ameriških bratov Jacuzzi, ki sta izdelovala črpalke za tovrstne bazene. V Sloveniji je sprva prevladovala raba slovenskega zapisa, nato se je razmerje obrnilo v prid tuje ustreznice, čeprav se v turističnih besedilih še vedno večkrat pojavi domač zapis.

## Turizem
Jacuzzi je poleg savn in kopeli del standardne ponudbe vodnih aktivnosti. V Sloveniji ga je možno najti tudi v hiši na drevesu.

## Varnost uporabe
Vlada Britanske Kolumbije je nosečnicam zaradi možnosti poškodovanja ploda zaradi hipertermije odsvetoval namakanje pri temperaturi, višji od 40 stopinj Celzija, ostalim pa namakanje v vroči vodi, daljše od 10 minut, zaradi možnega pojava omotice, nezavesti, slabosti ali celo smrti. Svetovala je čiščenje praznih masažnih kadi z raztopino belila vsaj enkrat na mesec.

## V družbi in popularni kulturi

### Kanada
Na ottawskem protestu tovornjakarjev in njihovih podpornikov proti obveznemu nošenju mask in cepljenju proti covidu-19 leta 2022 sta protestnika skupaj uprozorila »miren protest« v prenosnem jacuzziju.

### Slovenija
Pozornost slovenskih medijev je pritegnila prodaja rabljenega jacuzzija s strani Finančnega urada Maribor, napačna raba besede tekmovalke resničnostnega šola Ljubezen po domače, ki je uporabila izraz »fačuzi«, in domnevna vgradnja jacuzzija v stanovanje bankirja Borisa Zakrajška.

### Venezuela
Venezuelski predsednik Hugo Chavez je leta 2009 sodržavljane pozval k varčevanju z vodo in dejal, da časi niso primerni za jacuzzi.

### Združeno kraljestvo in Irska
Irsko glasbenico Roísín Murphy je japonski vlak smrti z jacuzzijem navdihnil za pesem "Jacuzzi Rollercoaster". Floozie in the Jacuzzi (sl. lahkoživka v džakuziju) je vzdevek vodnih fontan v Dublinu in Birminghamu.